# Karl (Gemeinde Draßmarkt)
Karl (ungarisch Répcekároly, alt Karló; kroatisch Kalin) ist eine Ortschaft in der Gemeinde Draßmarkt im Bezirk Oberpullendorf im österreichischen Bundesland Burgenland.

## Geografie
Der Ort liegt im oberen Rabniztal am Südrand des Landseer Gebirges, westlich der Buckligen Welt. Er liegt direkt an der Landesgrenze zwischen den Bundesländern Burgenland und Niederösterreich.

## Etymologie
Zur Herkunft des Namens gibt es mehrere Theorien:
- Der Name könnte sich von der Verkleinerungsform Karl oder Kärl des mittelhochdeutschen Kar oder Kär ableiten, das Talmulde bedeutet. Diese Bezeichnung könnte auf ursprünglich deutsche Siedler zurückgehen. In ungarischen Urkunden findet man hierzu auch die Bezeichnungen Keryl oder Kiryl.
- Die Benennung könnte sich auch vom Besitzer eines Meierhofes im Ort ableiten, der den Namen Karl trug.
- Eine weitere Möglichkeit wäre die Ableitung vom Namen Kathl, einer der Töchter des Karl: Kathl → Karl

Die ungarische Ortsbezeichnung Répcekároly bedeutet ‚Karl an der Rabnitz‘.

## Geschichte
Karl wurde erstmals 1279 urkundlich erwähnt und gehörte bis um das Jahr 1400 zur Herrschaft der Burg Landsee. Anschließend durch den ungarischen König Sigismund dem Kloster Marienberg übertragen, landete der Ort 1562 im Besitz der Witwe Thomas III. Nádasdy, die die Herrschaft Klostermarienberg übernahm. 1676 kaufte Graf Paul Esterhazy die Herrschaft Klostermarienberg und reihte Karl in seine Landseer Herrschaft ein.
1832 kam es zu einer Cholera-Epidemie im Ort, die in nur einer Woche fünf Todesopfer forderte. Im Jahr 1870 wurde in Karl eine eigene Schule errichtet.
Der Ort gehörte wie das gesamte Burgenland bis 1920/21 zu Ungarn (Deutsch-Westungarn). Ab 1898 musste aufgrund der Magyarisierungspolitik der Regierung in Budapest der ungarische Ortsname Répcekároly verwendet werden. Nach Ende des Ersten Weltkriegs wurde nach zähen Verhandlungen Deutsch-Westungarn in den Verträgen von St. Germain und Trianon 1919 Österreich zugesprochen. Seit 1921 gehört Karl zum damals neu gegründeten Bundesland Burgenland (siehe auch Geschichte des Burgenlandes).

Am 1. Jänner 1971 wurde der Ort im Zuge des Gemeindestrukturverbesserungsgesetzes der burgenländischen Landesregierung mit den Ortschaften Draßmarkt und Oberrabnitz zur neuen Gemeinde Draßmarkt zusammengelegt.

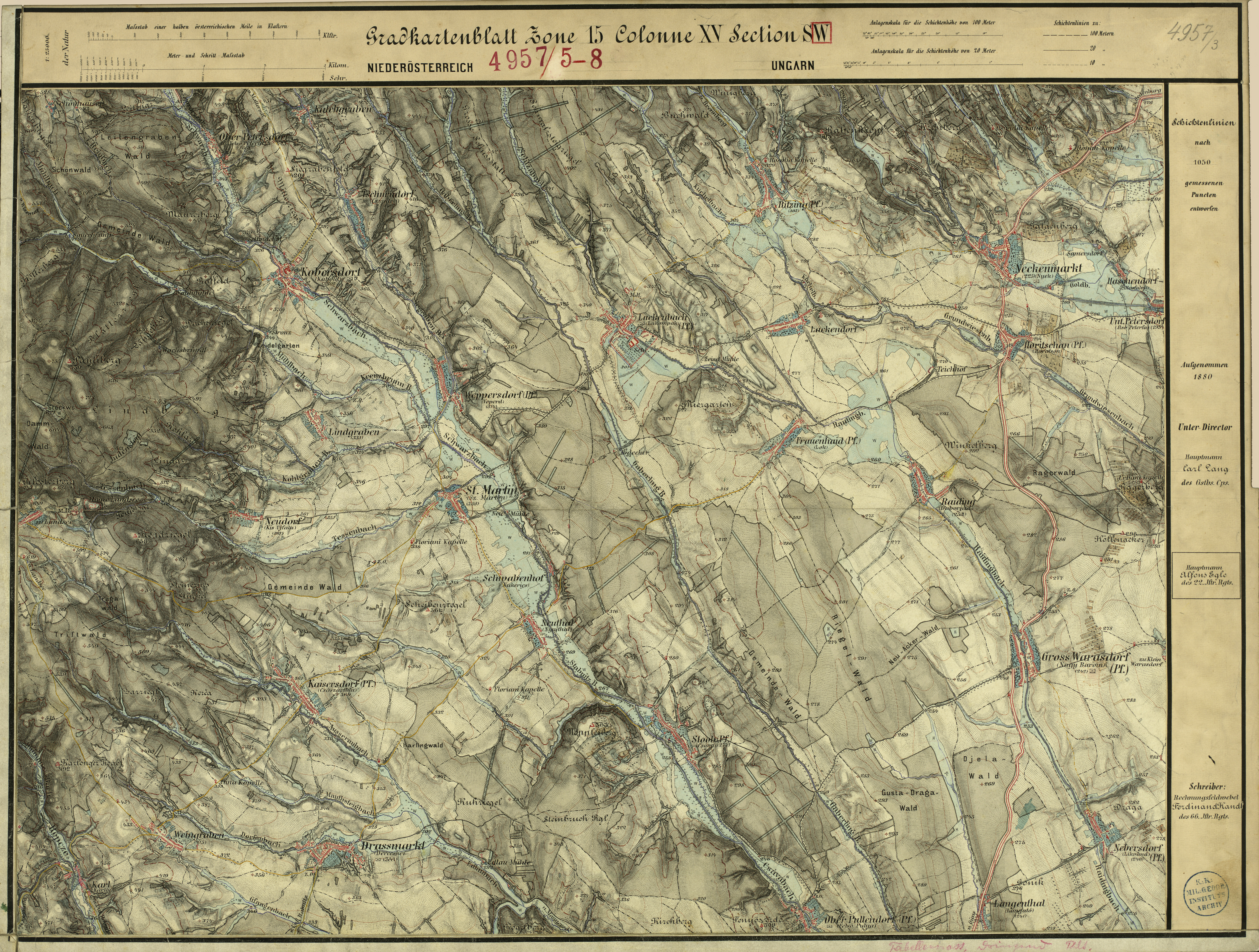
Karl (links unten) um 1880 (Aufnahmeblatt der Landesaufnahme)

## Kultur und Sehenswürdigkeiten

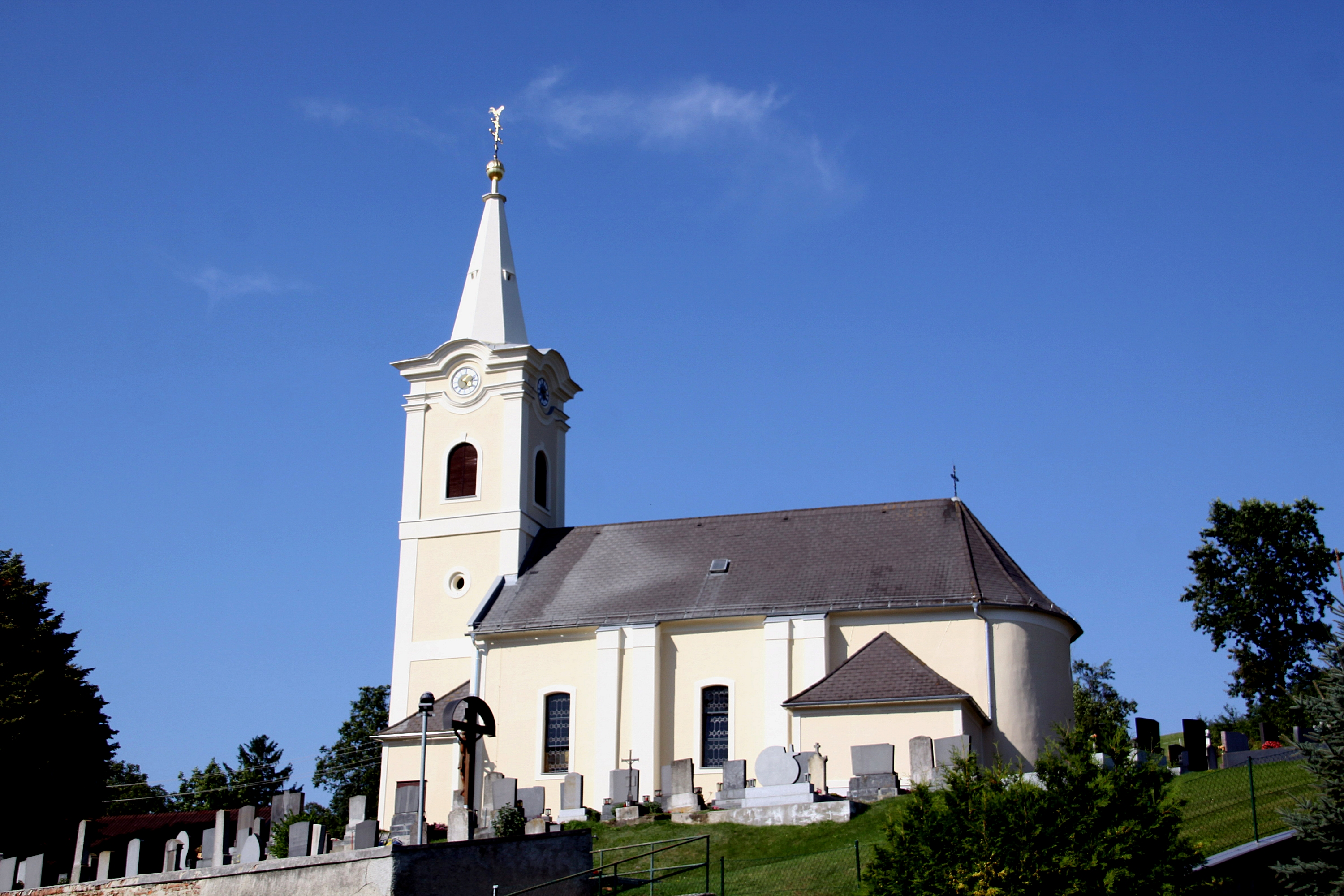
Filialkirche Karl

- Katholische Filialkirche Karl hl. Katharina: Wohl 1690 erbaut, vermutlich auf testamentarischen Wunsch des Besitzers des Meierhofes, benannt nach der Namenspatronin seiner Tochter, renoviert 1981.
- Katholische Wallfahrtskapelle hl. Oswald